# Аристократы (фильм, 1955)
«Аристократы» (фр. Les aristocrates) — художественный фильм производства Франции, снятый в 1955 году режиссёром Дени де Ла Пательером по одноимённому роману французского писателя Мишеля де Сен Пьера (фр. Michel de Saint Pierre).

## Сюжет
1950-е годы. Овдовевший маркиз де Мобран воссоединяется со своими шестью детьми — одной дочерью и пятью сыновьями — в большом замке в своём бургундском домене. В этом замке, в окружении старых свитков и портретов предков, повседневная жизнь организована в соответствии с аристократическими традициями (охота, семейные приёмы пищи, воспитание хороших манер, обращение к родителям на Вы), осознанием роли его владельца в семье и на подвластной территории (авторитарный и требовательный отец, щедрый и заботливый хозяин с его работниками в его холодном превосходстве) и опирается на аристократические добродетели (где честь прежде всего). Маркиз, так воспитанный с раннего возраста, стремится и своему потомству передать великие традиции предков, но общество меняется и складываются новые социально-экономическими реалии, воплощенные, в частности, в различных формах его взрослыми детьми (священник, интеллигент, бизнесмен и современная молодая женщина, его дочь, с необычным для такой семьи американским именем Дези).
Гордясь своим происхождением, маркиз не соглашается с тем, что Дези хочет связать свою жизнь с сыном одиозного парвеню, который купил себе титул, никак не меньше, чем принц де Конти, и без смущения выслушивает «Ваша светлость». Что касается его старшего сына Артюса, преуспевшего в бизнесе, то он увлечён мыслью впустить в семейное поместье капитализм, чтобы спасти его от разорения. Но финансовая выгода — вовсе не то, что когда-либо занимало маркиза или его предшественников. «Нельзя быть немного аристократом, немного торговцем коврами, нужно выбирать», — говорит он. Кроме того, он скорее компенсирует потери, чем выгонит со своей земли фермеров, семьи которых работают у них в течение шести поколений.
В то время как его сын Филипп в моральных исканиях ушёл в религию, Пьер, оксфордский студент, склоняется к левым взглядам и постулирует разложение аристократического мира, ставшего по его словам пародией и карикатурой, не имеющего более какого-то основания или причины для существования. Его младшие сыновья, десятилетние близнецы, всегда готовые к проказам, по-своему понимают понятие чести и для того, чтобы доказать отцу, что они достойны фамилии Мобран, уходят в лес и готовятся к поединку друг с другом в дуэли на ружьях. К счастью, эту вполне вероятную трагедию маркиз успевает предотвратить.
Он любит своих детей, но не принимает приоритет денег и счастья перед честью и долгом и не может пойти на компромисс, что неизбежно приводит к образованию разрыва между ним и его семьей.
Его мир окончательно рушится вместе с иллюзией неоспоримого авторитета фамилии Мобран в глазах жителей его домена, причиной чего явится гибель его сына Пьера. Пьер, отвергающий своё аристократическое происхождение, но поступающий согласно своему воспитанию, как-то безрассудно пытался задержать сорвавшуюся лошадь, а теперь, как истинный сын своего отца, принимает на себя роль представителя перед алкоголиком, взявшим в заложники детей, и выходит навстречу пули.
Маркиз решает быть единственным, кто страдает от его требований, в то время как остальная часть семьи понимает, что он не хочет и не может видеть, что необходимо для их счастья. Он присоединится к монастырю, правила жизни которого ему наиболее близки: «вы должны быть трудолюбивы, праведны и благочестивы».

## История создания
«Аристократы» — это первый художественный фильм Дени де Ла Пательера, сценарий к которому написан им в соавторстве с Роланом Лоденбаком (фр. Roland Laudenbach), писателем, редактором, основателем издательства «La Table ronde», журналистом, литературоведом и сценаристом … а также племянником актёра Пьера Френе и братом второстепенного актёра Филиппа Лоденбака. Это адаптация популярного, почти биографического романа Мишеля де Сен-Пьера (фр. Michel de Saint Pierre), который в том же году получил Гран при Французской академии и Приз книготорговцев (фр. Le Prix des libraires) Франции.
Первоначально съёмкой фильма должен был руководить режиссёр Лео Жоаннон (фр. Léo Joannon). Он только что сделал Le défroqué (Расстрига) с продюсером Роже Рибо-Дюма (фр. Roger Ribadeau-Dumas), где Ла Пательер был помощником режиссёра и сценаристом совместно с Жоанноном и Роланом Лоденбаком. Последний был также издателем книги Мишеля де Сен-Пьера Les Aristocrates и представил книгу Рибадо-Дюма, который купил на неё права. Жоаннон решил, что не станет вмешиваться в работу до тех пор, пока не будет закончена адаптация. Написание сценария, порученное Лоденбаку и Ла Пательеру, потому что, он «очень хорошо знал среду и поведение аристократов без гроша в кармане», его очень увлекало, по его словам, он чувствовал себя комфортно в этом проекте. После того, как сценарий был готов, у Рибадо произошла встреча между Френе, Жоанноном, Лоденбаком и Ла Пательером для его обсуждения. По дороге туда Жоаннон заявил Ла Пательеру: «Пат, я хотел предупредить тебя, мне совсем не нравится адаптация, это не тот фильм, который я хочу сделать» и то же самое он повторил на встрече. Френе ответил: «Лично мне это досадно, потому что именно этот фильм я хочу снимать», с чем согласился и Рибадо. Жоаннон, который иногда мог впадать в большой гнев, положил сценарий и подтвердил: «Если это фильм, который вы хотите снимать, это будет без меня». Решили, что Жоаннон не будет участвовать в фильме, но Дени де Ла Пательер даже не подумал о том, что может его заменить. Были организованы встречи в офисе Gaumont, и однажды Рибадо сообщил Ла Пательеру, что его выбрали для съёмок фильма. Только через год режиссёр узнал о роли Пьера Френе в принятии этого решения. Во время совещания по выбору режиссёра между Рибадо, Пуаре и Френе, последний сказал им: «Послушайте, это не моя проблема и не моё дело назначать режиссёра, но что мы ищем, в конце концов? Это абсурд, мы довольны адаптацией, которую сделал Дени де Ла Пательер, мы его хорошо знаем как техника, так как мы сделали несколько фильмов с ним, и, что важно, он хорошо знает среду аристократов. Именно он должен снимать фильм». Пуаро отнёсся скептически к тому, чтобы взять на себя риск доверить работу новичку, указывая, что Френе, ничем не рискует, потому что гонорар в любом случае получит. Френе ответил: «Раз у вас такой довод, я предлагаю следующее: если будет снимать фильм Дени де Ла Пательер, я ставлю страховкой весь мой гонорар, вам этого достаточно?» Френе в то время являлся звездой первой величины, и это предложение было хорошим обеспечением для продюсера. Френе запретил передавать содержание этого разговора Ла Пательеру, чтобы тот не считал себя в чём-то ему обязанным и относился к нему на съёмочной площадке так, как это требуется.
Фильм был очень хорошо принят зрителями (2 667 104 проданных в кинотеатрах билетов), он позволил заниматься режиссёрской профессией Дени де Ла Пательеру и принёс заслуженный успех актёрам.
Исключительная интерпретация Пьера Френе в блестящем окружении молодых актёров (и, кстати, принца де Конти сыграл режиссёр Лео Жоаннон) — важный вклад в долговечность этого фильма, являющимся более, чем интересным свидетельством ушедшей эпохи. Он остаётся откровенно современным благодаря темам об универсальности отношений между родителями и детьми, независимо от социального класса, о стремлении к эмансипации, свойственному каждому человеку, и, со скидкой на идеализацию французской аристократии в устах маркиза де Мобрана, о проблемах развития потребительского общества.

## Съёмочная группа
- Режиссёр : Дени де Ла Пательер, асс. Морис Дельбез (фр. Maurice Delbez)
- Сценарий : Дени де Ла Пательер, Ролан Лоденбак (фр. Roland Laudenbach) по роману Мишеля де Сен Пьера (фр. Michel de Saint Pierre) Les Aristocrates (éditions de la Table Ronde, 1954 — Гран при Французской академии за лучший роман, 1955)
- Диалоги : Ролан Лоденбак (фр. Roland Laudenbach)
- Продюсеры : Роже Рибо-Дюма (фр. Roger Ribadeau-Dumas), Ален Пуаре, Ролан Лоденбак (фр. Roland Laudenbach)
- Оператор-постановщик : Пьер Пети (фр. Pierre Petit)
- Композитор : Рене Клоерек (фр. René Cloërec)
- Художник-постановщик : Поль-Луи Бутье (фр. Paul-Louis Boutié)
- Художник по костюмам : Жак Коттен (фр. Jacques Cottin)

## В ролях
- Пьер Френе — маркиз де Мобран
- Брижитт Обер — Дези де Мобран, дочь маркиза
- Морис Роне — Кристоф де Конти
- Жак Дакмин (фр. Jacques Dacqmine) — Артюс де Мобран, старший сын маркиза
- Жорж Декриер (фр. Georges Descrières) — аббат Филипп де Мобран, сын маркиза
- Ален Керси (фр. Alain Quercy) — Гонтран де Мобрён, сын маркиза
- Ги Декомбль (фр. Guy Decomble) — Гюстав